# São Jorge dos Órgãos
São Jorge dos Órgãos és una vila al centre de l'illa de Santiago a l'arxipèlag de Cap Verd. En 2010 tenia 6 habitants. Està situada 4 km al sud-est de Picos i s'eleva sobre 319 metres. Forma part del municipi de São Lourenço dos Órgãos.
S'hi troba el Jardim Botânico Nacional Grandvaux Barbosa, únic jardí botànic a Cap Verd. També hi ha una estació experimental de l'Instituto Nacional de Investigação e Desenvolvimento Agrário, un institut de recerca agrària fundat pel Departament de Desenvolupament Rural. També hi ha una escola secundària anomenada Carlos Alberto Gonçalves, i juntament amb el jardí botànic forma part de la Universitat de Cap Verd.
L'escriptor Tomé Varela da Silva va néixer a la vila en 1950.

## Galeria

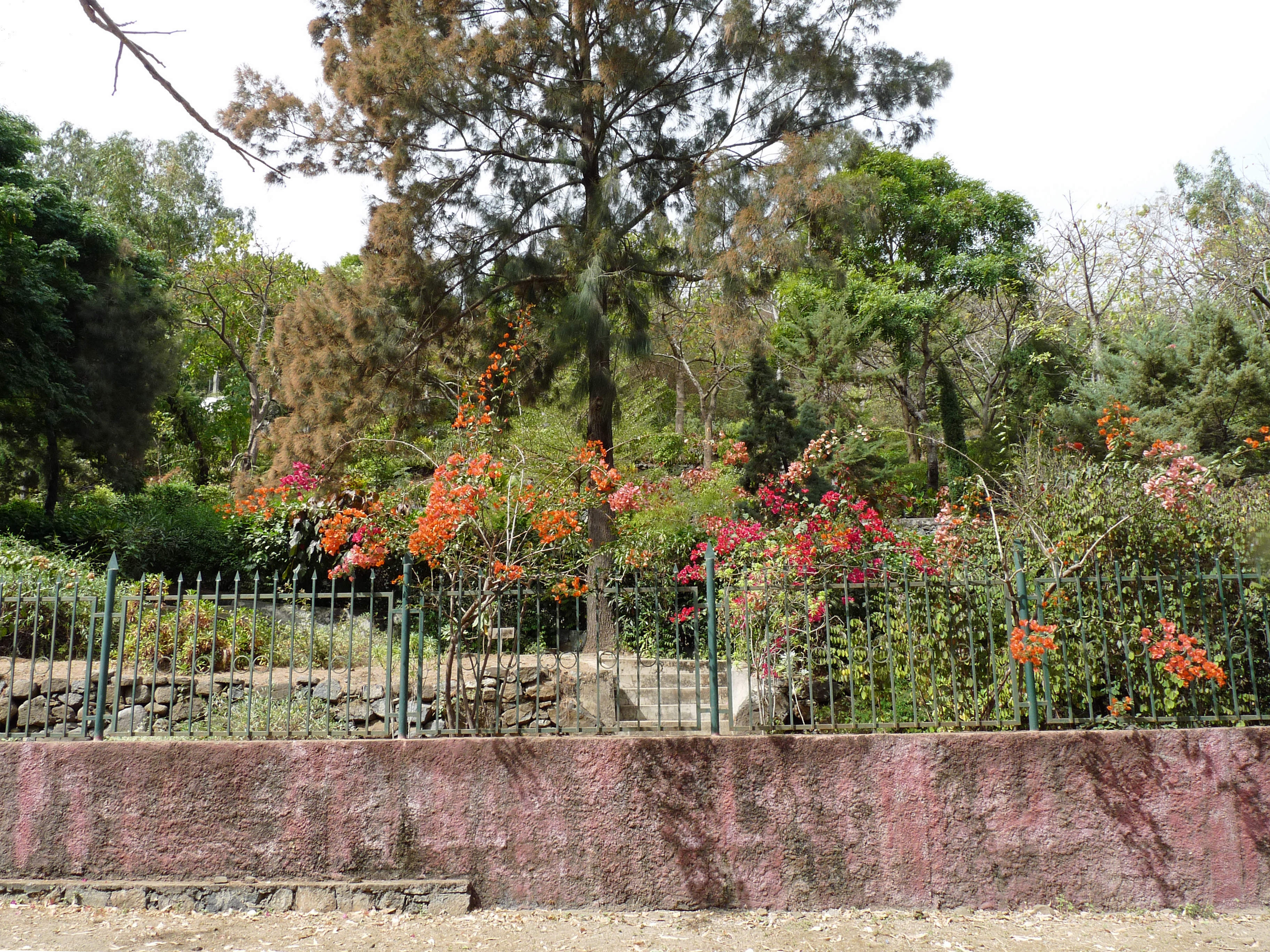
Recinte del jardí botànic